# East Peoria (Illinois)
East Peoria je grad u američkoj saveznoj državi Ilinois. Prema popisu stanovništva iz 2010. u njemu je živjelo 23.402 stanovnika.